# 戦国ハーぶ〜丼

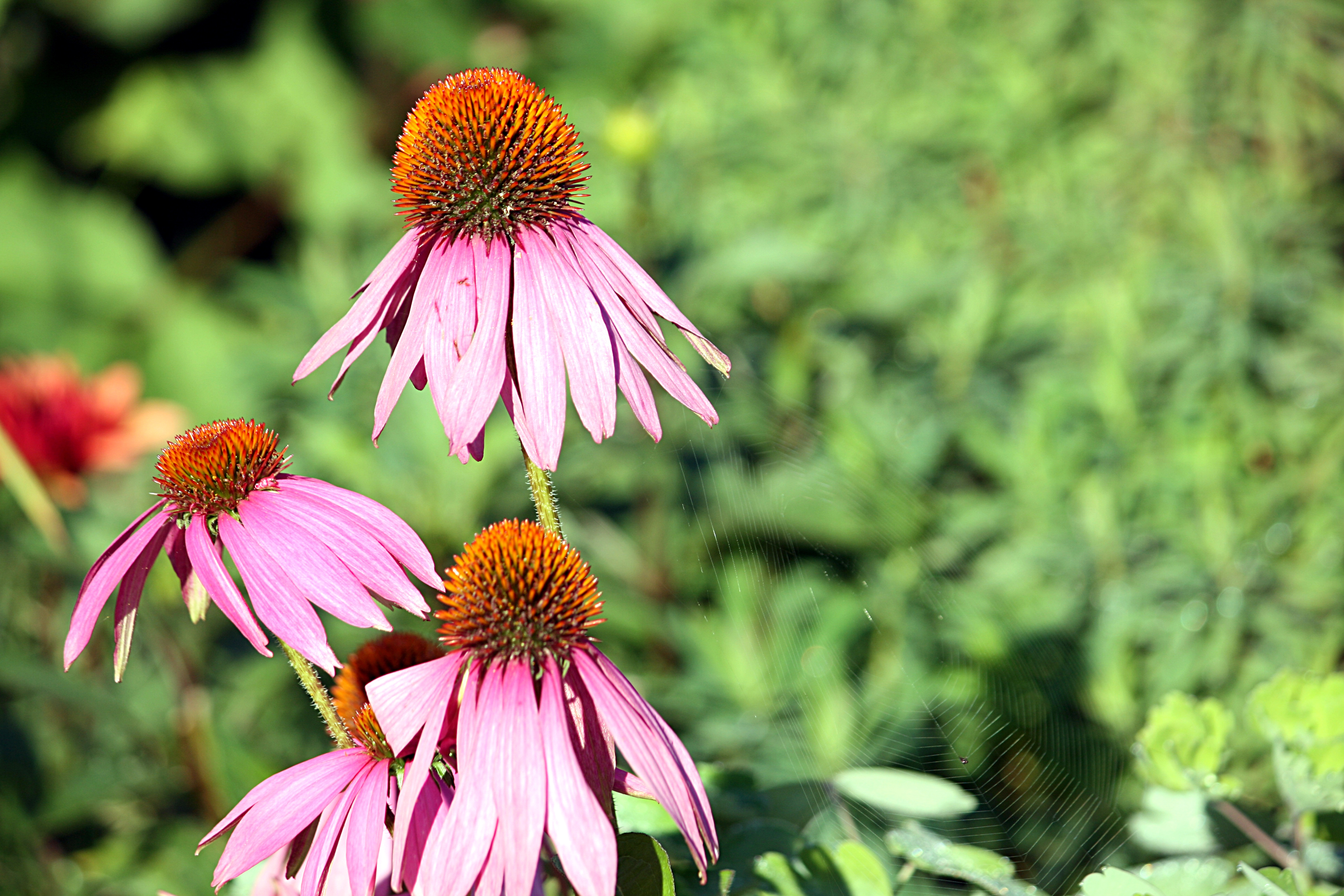
エキナセア（ムラサキバレンギク）

戦国ハーぶ〜丼（せんごくはーぶーどん）とは埼玉県大里郡寄居町のB級グルメである。寄居町の特産品であるエキナセアを粉末にし、焼肉のタレとブレンドした特製ダレを使用する点が特色の豚丼である。第12回埼玉B級ご当地グルメ王決定戦準優勝作品。第10回埼玉B級ご当地グルメ王決定戦では「サークルKサンクス賞」を受賞し期間限定でサークルKサンクスのコンビニ弁当にもなった。寄居町の特産品であるエキナセアは農薬も化学肥料も使用していない。日本茶と同じ製法である。寄居町ではエキナセアは7月をピークに晩秋まで咲く。戦国ハーぶ〜丼は寄居町観光協会HPによると現在7店舗で食べられる。
戦国ハーぶ〜丼の名前の由来は「ハー」がハーブ、「ぶ〜」が豚で「戦国」がB級グルメ戦国時代という意味である。